# ارین والتر
ارین والتر (انگلیسی: Erin Walter؛ زادهٔ ۲۸ نوامبر ۱۹۸۳) بازیکن فوتبال اهل ایالات متحده آمریکا است.